# Gretsch 6128
La Gretsch 6128 o Gretsch Duo Jet è un modello di chitarra elettrica solid body prodotta dalla Gretsch a partire dalla metà degli anni cinquanta.
È costituita da un corpo in mogano e top in acero laminato ad arco. Il manico è in mogano e la tastiera in ebano. Dotata di vibrato Bigsby, ponte Roller Space Control e monta due pickup humbucker Filtertron. Conta tre posizioni switch pickup e tre posizioni switch tono.
Sono state realizzate varie versioni con pick-up differenti o con doppia spalla mancante. George Harrison aveva una Gretsch 6128 modificata da cui deriva la G6128T-GH signature con single coil DynaSonic.
Rock Band ha realizzato un controller che riprende l'aspetto di una Gretsch 6128.

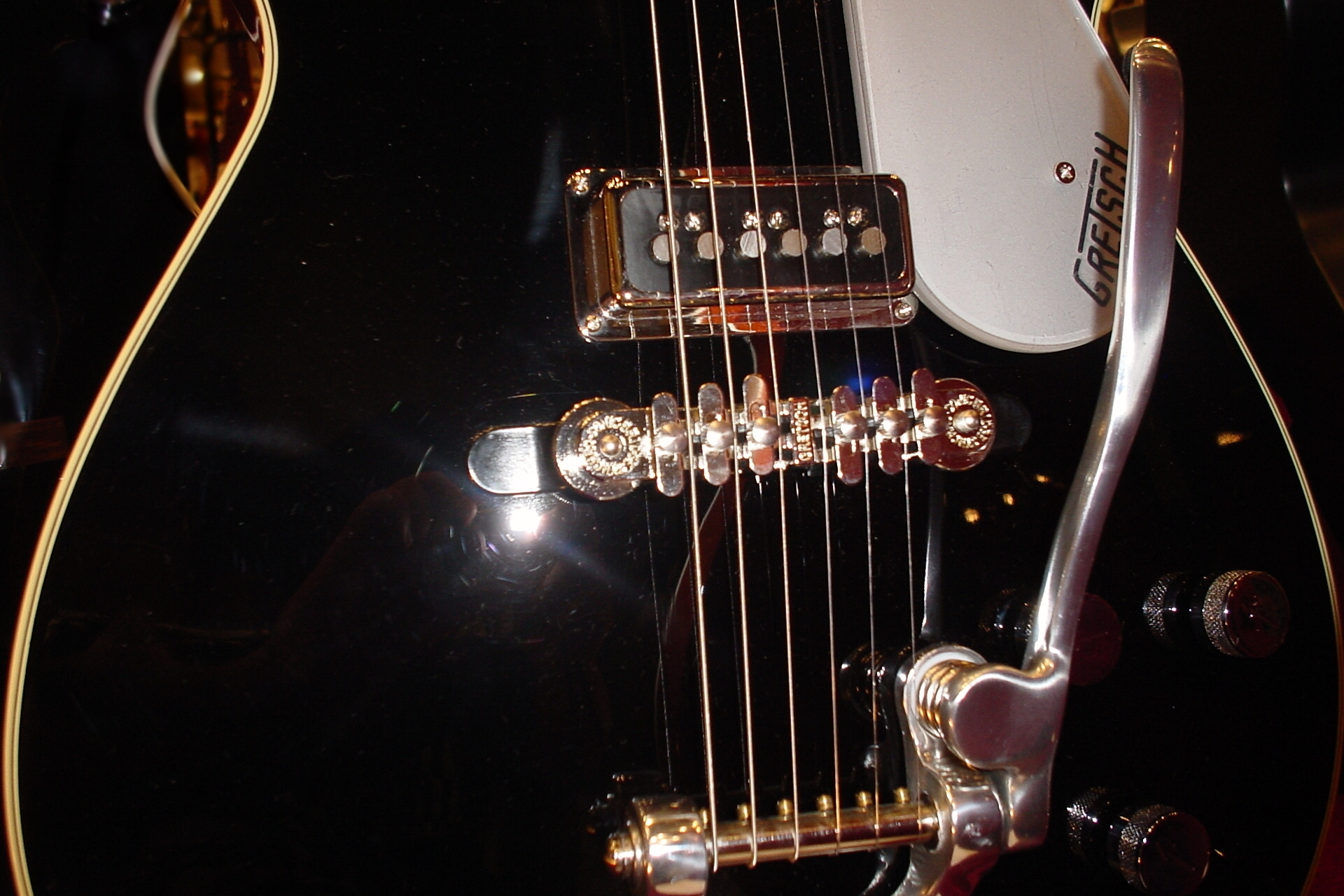
Particolare del ponte di una G6128T DSV
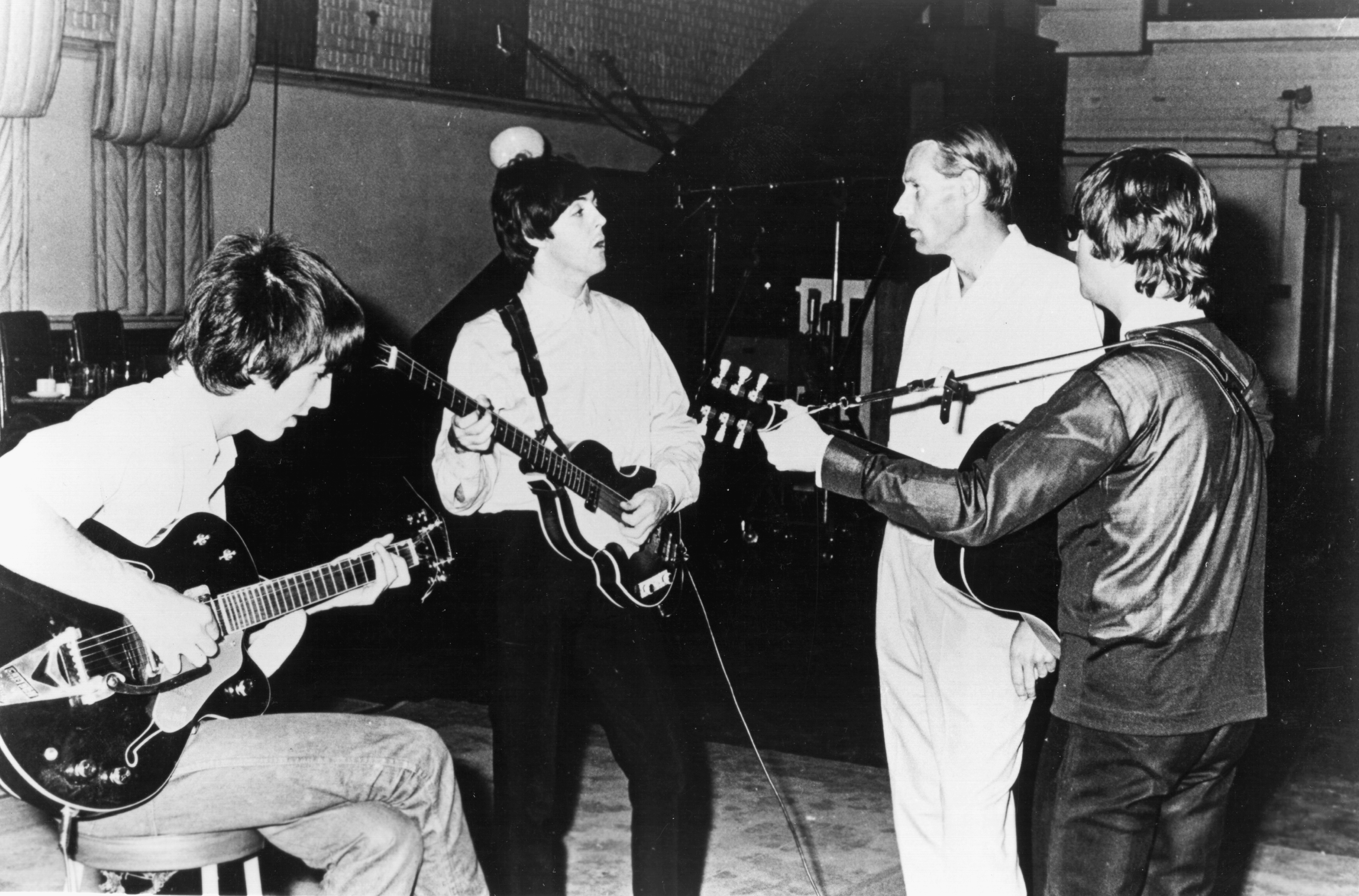
George Harrison (a sinistra) con una Gretsch
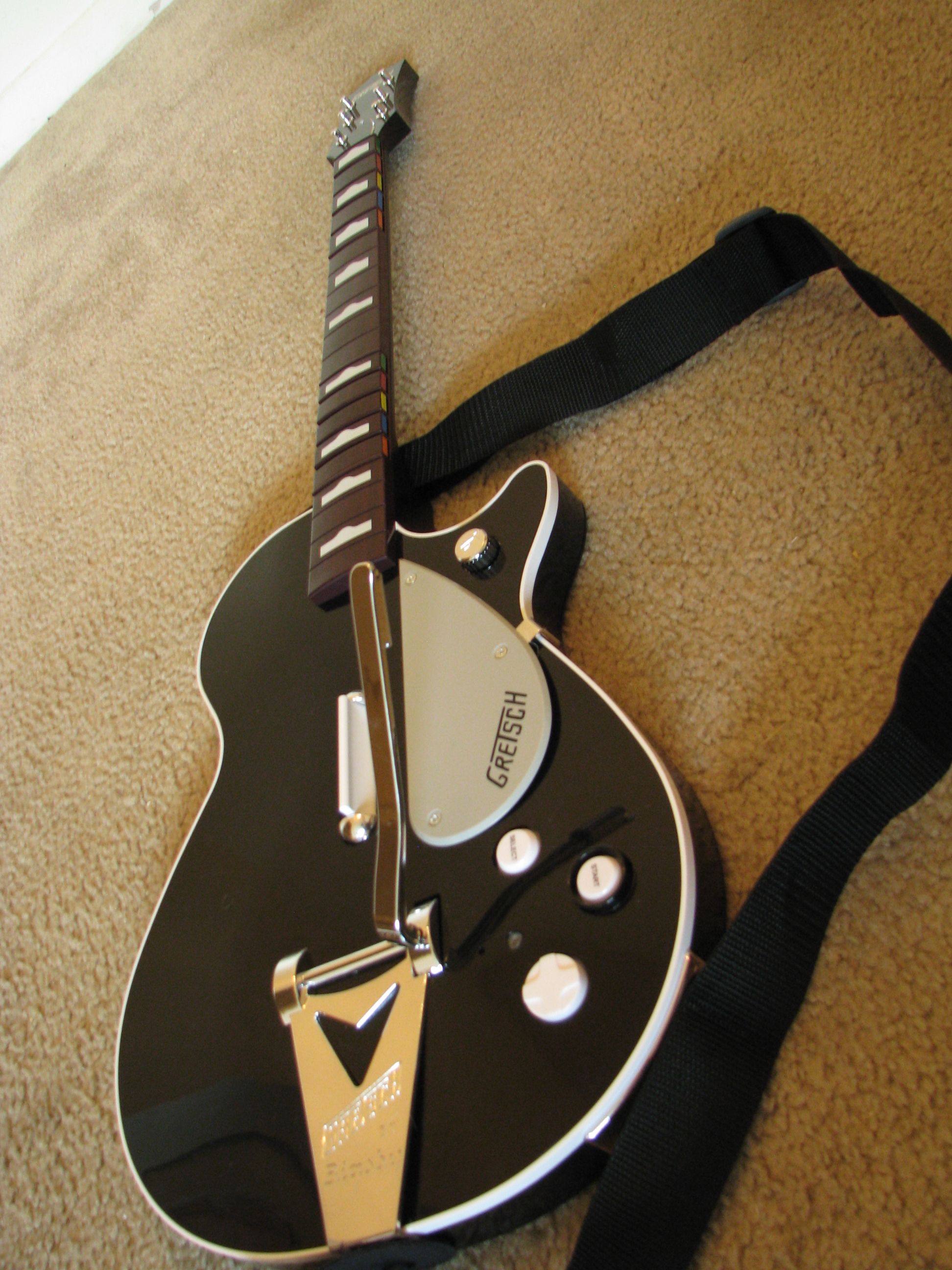
Controller Rock Band
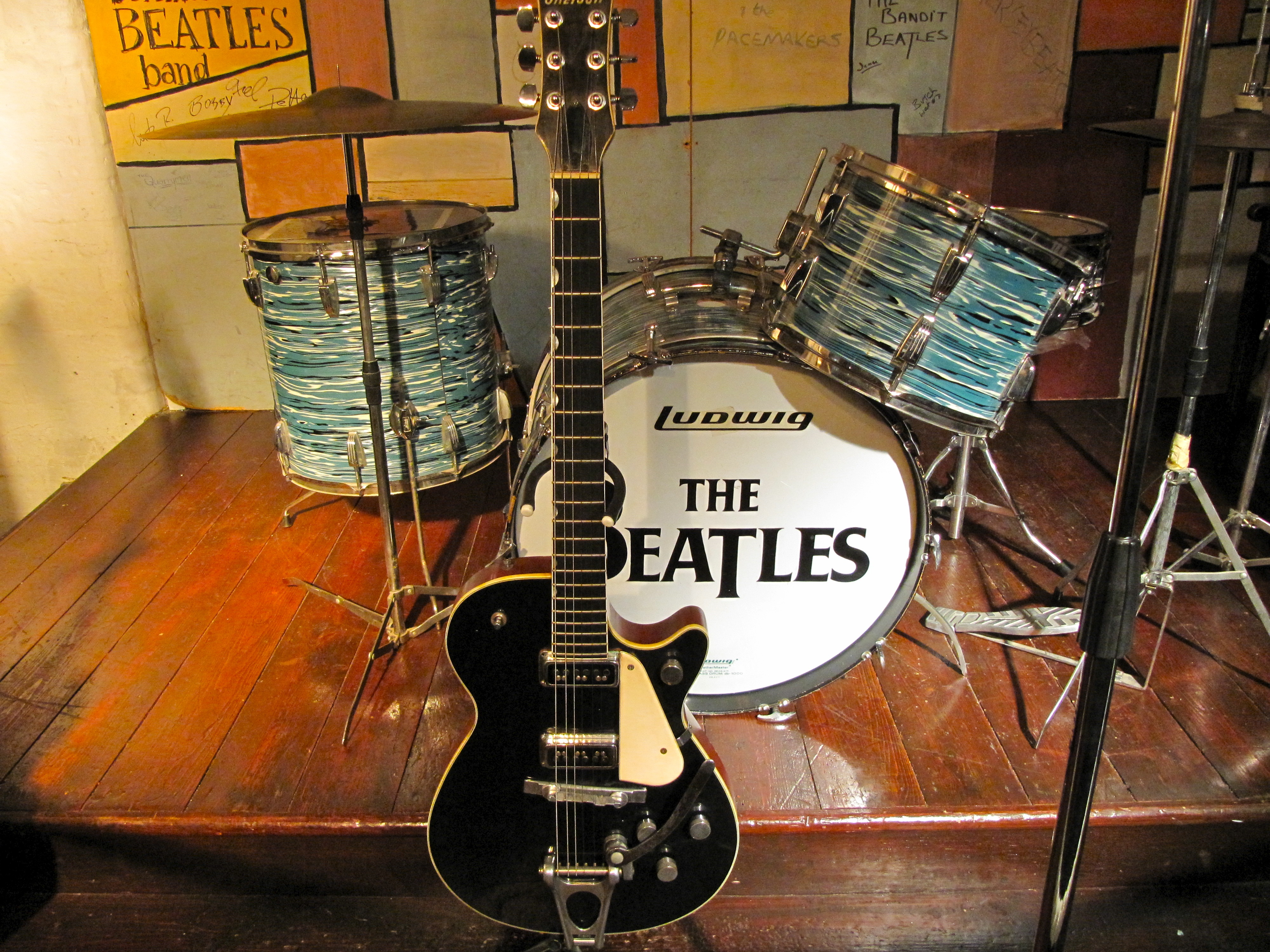
Replica di chitarra e batteria dei Beatles